# Arxipèlag dels Sanguinaris
L'arxipèlag dels Sanguinaris (en cors: Isuli Sanguinari; en francès: Archipel des Sanguinaires) és format per quatre illes, d'un fosc pòrfir roig, a l'entrada del golf d'Ajaccio, Còrsega, sota l'estat francés. S'anomenen Mezzu Mare (o Gran Sanguinari), Cormoran (o Isolotto), Cala d'Alga (30 m) i Porri (31 m d'alçada). A més, hi ha una roca nua anomenada O Sbiru entre l'illa de Porri i la de Cormoran, i 13 m d'alçada.
El far, construït el 1870, es troba al punt més alt de l'illa Mezzu Mare, a 80 m sobre el nivell del mar.